# Cylindera minutula
Cylindera minutula is een keversoort uit de familie van de loopkevers (Carabidae). De wetenschappelijke naam van de soort is voor het eerst geldig gepubliceerd in 1849 door Félix Édouard Guérin-Méneville.